# Uruguay en los Juegos Olímpicos de Atenas 2004
Uruguay estuvo representado en los Juegos Olímpicos de Atenas 2004 por un total de 15 deportistas, 13 hombres y 2 mujeres, que compitieron en 6 deportes.
La portadora de la bandera en la ceremonia de apertura fue la nadadora Serrana Fernández. El equipo olímpico uruguayo no obtuvo ninguna medalla en estos Juegos.